# Britt-Marie Andersson
Britt-Marie Andersson, född 1955, är en svensk före detta basketspelare som spelade 465 matcher och gjorde 5583 poäng för Södertälje BBK mellan 1968 och 1986. Hon vann nio SM-titlar och blev klubbens första landslagsspelare 1971. Hon spelade 81 landskamper och gjorde 660 landslagspoäng.
1981 utsågs hon till "Årets SBBK:are", sedan hon under säsongen 1980/1981 vunnit sitt femte raka svenska mästerskap och som flicklagscoach vunnit både svenska riksmästerskapet och Kluringmästerskapet.

### Fotnoter
1. ↑  ”FIBA spelar-ID”. Internationella basketförbundet. https://web.archive.org/web/2023/https://archive.fiba.com/pages/eng/fa/p/q/pid/1787/_//players.html. Läst 5 maj 2022.
2. ↑  ”Årets SBBK:are”. Södertälje BBK. Arkiverad från originalet den 20 augusti 2010. https://web.archive.org/web/20100820124637/http://www.sbbk.se/pictures.php?category=68. Läst 22 april 2012.